# Stampe et Vertongen SV.5 Tornado
Stampe et Vertongen SV.5 Tornado là một loại máy bay huấn luyện quân sự, thiết kế chế tạo tại Bỉ vào thập niên 1930.

## Biến thể
SV.6
SV.7
SV.8
SV.9

## Quốc gia sử dụng
Bỉ
- Không quân Bỉ (20)

 Latvia
- Không quân Latvia (10)

## Tính năng kỹ chiến thuật (SV.5)
Dữ liệu lấy từ Jouhaud 1999, p.86
Đặc điểm tổng quát
- Kíp lái: 2
- Chiều dài: 8.04 m (26 ft 4 in)
- Sải cánh: 10.52 m (34 ft 6 in)
- Chiều cao: 3.04 m (10 ft 0 in)
- Diện tích cánh: 26.7 m2 (287 ft2)
- Trọng lượng rỗng: 890 kg (1,960 lb)
- Trọng lượng có tải: 1,340 kg (2,950 lb)
- Powerplant: 1 × Armstrong Siddeley Cheetah X, 250 kW (340 hp)

Hiệu suất bay
- Vận tốc cực đại: 272 km/h (151 mph)
- Thời gian bay: 3 giờ  30 phút
- Trần bay: 7,150 m (23,500 ft)